# الشيء (فلم 2011)
الشيء (بالإنجليزية: the thing) هو فيلم رعب وخيال علمي تم انتاجه في كندا والولايات المتحدة وصدر سنة 2011 من بطولة ماري إليزابيث وينستد وجويل إجيرتون وأولريش تومسن وإريك كريستيان أولسن وعبارة عناعادة صناعة لفيلم يحمل نفس الاسم صدر سنة 1982

## القصة
تدور أحداث الفيلم حول قارة أنتاركتيكا وهي قارة معروفة بجمالها وبهائها، كما أنها موطن معزول لعمليات الاكتشاف العلمي، وتصبح المهمة هناك كيفية البقاء على قيد الحياة عندما اكتشف أحد العلماء الدوليين مخلوق غريب وخطير، والصدمة الكبرى بأنهم قد تقطعت بهم جميع السبل في تلك المستعمرة، هذا المخلوق لديه القدرة على تحويل نفسه إلى نسخة كاملة من أي كائن حي . ولكن في الداخل فلا يزال كائن غير بشرى. ينتشر الوباء بين مجموعة من الباحثين وذلك الغزو من كوكب آخر. وقد سافرت عالمة الحفريات ماري في بعثه إلى تلك المنطقة المهجورة، للانضمام إلى الفريق النرويجي العلمي والتي تعثرت خلال عبور السفينة خارج الكرة الأرضية، ودفنها في الجليد، وتكتشف ذلك الكائن الغريب، وفي جأة يظهر الكائن ويطلق سجنائه المجمدين، وتنضم كيت وكارتر إلى طاقم الطائرة، للحفاظ على أنفسهم على قيد الحياة وحمايه انفسهم من هذه المخلوقات الغريبة .

## الميزانية والإيرادات
كلف الفيلم ميزانية تقدر بـ 38 مليون دولار امريكي وحقق ارباح تقدر بـ 31.5 مليون دولار امريكي

## وصلات خارجية
- مقالات تستعمل روابط فنية بلا صلة مع ويكي بيانات